# Kiko Pomares
Francisco Pomares Ortega, detto Kiko (Sant Joan d'Alacant, 21 settembre 1998), è un calciatore spagnolo naturalizzato andorrano, difensore del Template:Calcio Tarancon e della nazionale andorrana.

## Biografia
È nato a Sant Joan d'Alacant da madre andorrana e padre spagnolo, originario di Elche.

## Carriera

### Club
Ha giocato nelle serie minori spagnole.

### Nazionale
Ha rappresentato le nazionali giovanili andorrane Under-19 ed Under-21.
Il 21 marzo 2018 ha esordito con la nazionale andorrana, disputando l'amichevole vinta per 0-1 contro il Liechtenstein.

## Statistiche

### Presenze e reti nei club
Statistiche aggiornate al 23 settembre 2022.
| Stagione               | Squadra                | Campionato             | Campionato | Campionato | Coppe nazionali | Coppe nazionali | Coppe nazionali | Coppe continentali | Coppe continentali | Coppe continentali | Altre coppe | Altre coppe | Altre coppe | Totale | Totale |
| Stagione               | Squadra                | Comp                   | Pres       | Reti       | Comp            | Pres            | Reti            | Comp               | Pres               | Reti               | Comp        | Pres        | Reti        | Pres   | Reti   |
| ---------------------- | ---------------------- | ---------------------- | ---------- | ---------- | --------------- | --------------- | --------------- | ------------------ | ------------------ | ------------------ | ----------- | ----------- | ----------- | ------ | ------ |
| 2016-2017              | Elche Ilicitano        | TD                     | 1          | 0          |                 | -               | -               |                    | -                  | -                  |             | -           | -           | 1      | 0      |
| 2017-2018              | Elche Ilicitano        | TD                     | 15         | 0          |                 | -               | -               |                    | -                  | -                  |             | -           | -           | 15     | 0      |
| 2018-2019              | Elche Ilicitano        | TD                     | 17         | 1          |                 | -               | -               |                    | -                  | -                  |             | -           | -           | 17     | 1      |
| 2019-2020              | Elche Ilicitano        | TD                     | 0          | 0          |                 | -               | -               |                    | -                  | -                  |             | -           | -           | 0      | 0      |
| Totale Elche Ilicitano | Totale Elche Ilicitano | Totale Elche Ilicitano | 33         | 1          |                 | -               | -               |                    | -                  | -                  |             | -           | -           | 33     | 1      |
| 2020-2021              | Hércules B             | TD                     | 15         | 0          |                 | -               | -               |                    | -                  | -                  |             | -           | -           | 15     | 0      |
| 2021-2022              | Villajoyosa            | TDR                    | 16         | 0          |                 | -               | -               |                    | -                  | -                  |             | -           | -           | 16     | 0      |
| 2022-2023              | Jove Español           | TF                     | 1          | 0          |                 | -               | -               |                    | -                  | -                  |             | -           | -           | 1      | 0      |
| Totale carriera        | Totale carriera        | Totale carriera        | 65         | 1          |                 | -               | -               |                    | -                  | -                  |             | -           | -           | 65     | 1      |

### Cronologia presenze e reti in nazionale
| Cronologia completa delle presenze e delle reti in nazionale ― Andorra | Cronologia completa delle presenze e delle reti in nazionale ― Andorra | Cronologia completa delle presenze e delle reti in nazionale ― Andorra | Cronologia completa delle presenze e delle reti in nazionale ― Andorra | Cronologia completa delle presenze e delle reti in nazionale ― Andorra | Cronologia completa delle presenze e delle reti in nazionale ― Andorra | Cronologia completa delle presenze e delle reti in nazionale ― Andorra | Cronologia completa delle presenze e delle reti in nazionale ― Andorra |
| Data                                                                   | Città                                                                  | In casa                                                                | Risultato                                                              | Ospiti                                                                 | Competizione                                                           | Reti                                                                   | Note                                                                   |
| ---------------------------------------------------------------------- | ---------------------------------------------------------------------- | ---------------------------------------------------------------------- | ---------------------------------------------------------------------- | ---------------------------------------------------------------------- | ---------------------------------------------------------------------- | ---------------------------------------------------------------------- | ---------------------------------------------------------------------- |
| 21-3-2018                                                              | La Línea de la Concepción                                              | Liechtenstein                                                          | 0 – 1                                                                  | Andorra                                                                | Amichevole                                                             | -                                                                      | 48’ 72’                                                                |
| 25-3-2022                                                              | Andorra la Vella                                                       | Andorra                                                                | 1 – 0                                                                  | Saint Kitts e Nevis                                                    | Amichevole                                                             | -                                                                      | 63’                                                                    |
| 22-9-2022                                                              | Vaduz                                                                  | Liechtenstein                                                          | 0 – 2                                                                  | Andorra                                                                | UEFA Nations League 2022-2023 - 1º turno                               | -                                                                      | 66’                                                                    |
| 25-9-2022                                                              | Andorra la Vella                                                       | Andorra                                                                | 1 – 1                                                                  | Lettonia                                                               | UEFA Nations League 2022-2023 - 1º turno                               | -                                                                      |                                                                        |
| 19-11-2022                                                             | Gibilterra                                                             | Gibilterra                                                             | 1 – 0                                                                  | Andorra                                                                | Amichevole                                                             | -                                                                      | 59’                                                                    |
| 12-10-2023                                                             | Andorra la Vella                                                       | Andorra                                                                | 0 – 3                                                                  | Kosovo                                                                 | Qual. Euro 2024                                                        | -                                                                      | 88’                                                                    |
| 15-10-2023                                                             | Bucarest                                                               | Romania                                                                | 4 – 0                                                                  | Andorra                                                                | Qual. Euro 2024                                                        | -                                                                      | 86’                                                                    |
| 18-11-2023                                                             | Budapest                                                               | Bielorussia                                                            | 1 – 0                                                                  | Andorra                                                                | Qual. Euro 2024                                                        | -                                                                      | 87’                                                                    |
| 19-11-2024                                                             | Ta' Qali                                                               | Malta                                                                  | 0 – 0                                                                  | Andorra                                                                | UEFA Nations League 2024-2025 - 1º turno                               | -                                                                      | 86’                                                                    |
| Totale                                                                 |                                                                        | Presenze                                                               | 9                                                                      |                                                                        | Reti                                                                   | 0                                                                      |                                                                        |